# Liriomyza chinensis
Liriomyza chinensis este o specie de muște din genul Liriomyza, familia Agromyzidae. A fost descrisă pentru prima dată de Kato în anul 1949. Conform Catalogue of Life specia Liriomyza chinensis nu are subspecii cunoscute.